# Болшое Ховроньино
1. перенаправление Хевроньино